# Presidentvalet i USA 1864
Presidentvalet i USA 1864 var det nittonde presidentvalet i landet. Mitt i det amerikanska inbördeskriget besegrade den sittande presidenten Abraham Lincoln från National Union Party lätt den demokratiska kandidaten, före detta general George B. McClellan, med bred marginal 212–21 i valkollegiet och med 55% av rösterna.